# Mezey Barna
Mezey Barna (Debrecen, 1953. május 27. –) magyar jogtörténész, az Eötvös Loránd Tudományegyetem Állam- és Jogtudományi Kar Magyar Állam- és Jogtörténeti Tanszékének tanszékvezető egyetemi tanára, a Magyar Tudományos Akadémia doktora. A magyar alkotmány- és jogtörténet jelentős tudósa. 2000 és 2008 között az Eötvös Loránd Tudományegyetem Állam-és Jogtudományi Kar dékánja, 2010. augusztus 1-jétől 2017 augusztusáig az ELTE rektora. 2012. július 1-jétől 2014. június 20-ig a Magyar Rektori Konferencia elnöki funkcióját töltötte be, jelenleg  ugyanazon Konferencia tiszteletbeli elnöke.

## Életpályája
Középiskolai tanulmányait Budapesten a Kölcsey Ferenc Gimnáziumban végezte, ahol 1971-ben érettségizett. Előfelvételisként sorkatonai szolgálatot teljesített. Egyetemi tanulmányait 1972-ben kezdte meg az Eötvös Loránd Tudományegyetem Állam- és Jogtudományi Karán, ahol 1977-ben szerzett jogi doktorátust. 1978 és 1980 között posztgraduális szociológiai tanulmányokat folytatott. Diplomájának megszerzése után az MTA munkatársa lett (1977-1983). 1983-tól az ELTE Állam- és Jogtudományi Kar Magyar Állam- és Jogtörténeti Tanszékén dolgozott, egyetemi adjunktusként, 1991-től egyetemi docensként, 2000-től egyetemi tanárként. 1993-tól a tanszékvezetői posztot is betölti.
1996-ban az Állam- és Jogtudományi Kar oktatási és tanulmányi dékánhelyettesévé választották, majd 2000-ben a Kar dékánja lett, ezt a  tisztségét 2008-ig töltötte be. 2010. március 22-én az ELTE rektorává választották 2010. augusztus 1-jétől négy év időtartamra. 2012. július 1-jétől a Magyar Rektori Konferencia elnöke volt.
1991-ben védte meg kandidátusi disszertációját a Magyar polgári börtönügy kialakulása címmel, 2011-ben pedig akadémiai doktori értekezését. 1998 és 2001 között Széchenyi professzori ösztöndíjjal kutatott, 1999-ben habilitált. 2007−től a Magyar Jogászegylet Jogtörténeti Osztályának elnöke, 2008-tól a Magyar Börtönügyi Társaság elnöke, ezen kívül a Magyar Tudományos Akadémia nem akadémikus köztestületi tagok választott közgyűlési képviselője volt.

## Munkássága
Kutatási területe a magyar alkotmány- és jogtörténet. Kutatásai során a Rákóczi-szabadságharc államának jogalkotási kérdéseivel, a magyarországi cigányság történetének jogtörténeti kérdéseivel, a magyar büntetés-végrehajtási jog történetével, a polgári börtönügy kialakulásával, az európai parlamentarizmus történetének kérdéseivel foglalkozott. Publikációit elsősorban magyar és német nyelven adja közre.

## Művei

### Könyvek
- Magyar alkotmánytörténet, Osiris Kiadó, Budapest, 2005., ISBN 9633895324,
- Magyar jogtörténet, Osiris Kiadó, Budapest, 2007., ISBN 9789633899014,
- Régi idők tömlöcei, Rubicon-Ház Bt., Budapest, 2010., ISBN 9789639839069,

### Főbb tanulmányai
- A Rákóczi-szabadságharc országgyűlései. Jogtörténeti Értekezések 11. Budapest (1981)
- A büntetőjogi felelősségre vonás intézményi hátterének kialakítása a 18–19. században. Az önálló magyar büntetés-végrehajtás jogi és szervezetei kereteinek kiépítése. (A jogi felelősség és szankciórendszer elméleti alapjai 14.) Budapest (1990)
- A magyar polgári börtönügy kezdetei. Jogtörténeti értekezések 17. Budapest (1995)
- A polgári börtönügyi tudományosság a XIX-XX. század Magyarországán. Jogtörténeti Értekezések 20. Budapest (1997, 2000)
- Strafrechtsgeschichte an der Grenze des nächsten Jahrtausendes. Rechtsgeschichtliche Abhandlungen 27. Budapest (2003)
- Európai alkotmány- és parlamentarizmustörténet. Budapest (2003)
- Magyar alkotmánytörténet (szerzői munkaközösség, szerk. Mezey Barna) Budapest (1995, 1996, 1998, 1999, 2001, 2002, 2003)
- Magyar jogtörténet (szerzői munkaközösség, szerk. Mezey Barna) Budapest (1996, 1997, 1999, 2003, 2004, 2007)
- Strafverfolgung und Staatsraison / Deutsch-ungarische Beiträge zur Strafrechtsgeschichte. Rothenburger Gespräche zur Strafrechtsgeschichte. Band 6. Gießen (2009)
- "Öszve-szövetkezett Szövetségünknek kötele" A jogalkotás alkotmányos keretei a Rákóczi-szabadságharcban. Budapest (2009)
- Régi idők tömlöcei. (Büntetések, börtönök, bakók) Budapest (2010)

## Díjai, elismerései
- Magyar Jogász Szövetség Aranykoszorús Jelvény 1989 (MJSZ)
- Az évfolyam legjobb előadója / Az év előadója 1991, 1992, 1993, 1999, 2002, 2003, 2005 (ELTE ÁJK HÖK)
- "A hű barátságért aranyoklevél" a cigányságért folytatott évtizedes munkáért 2000 (Cigány Tudományos és Művészeti Társaság)
- Rendvédelem történetéért Érdemkereszt 2003 (Szemere Bertalan Magyar Rendvédelem-történeti Tudományos Társaság)
- Emberi jogokért Emlékplakett 2004 (Igazságügyi miniszter)
- a Magyar Köztársasági Érdemrend lovagkeresztje 2005 ("A jogászképzés tartalmi megújításában és értékes hagyományainak megőrzésében végzett tevékenységéért, oktatói, kutatói és vezetői munkásságáért" – a Magyar Köztársaság elnöke)
- Bishinger József Ezüst Emlékérem 2005 (Győr Megyei Jogú Város polgármestere)
- Mestertanár Aranyérem 2005 (Országos Diákköri Tudományos Tanács)
- Pázmány Péter Felsőoktatási Díj 2006 (Pro Renovanda Cultura Hungariae Alapítvány)
- Károli Gáspár Református Egyetem Állam- és Jogtudományi Karának Ezüst Emlékérme 2008 (KRE ÁJK dékánja)
- Az Eötvös Loránd Tudományegyetem Emlékérme 2008 (ELTE szenátusa)
- Bocskai-díj 2017 (Sapientia EMTE)